# Ian Berzine (diplomate)
Pour les articles homonymes, voir Ian Berzine et Berzine.
Ian Antonovitch Berzine (en letton : Jānis Bērziņš, en russe : Ян Антонович Берзин), né le 11 octobre 1881 en Livonie et mort en 1938 (le 29 août 1938 ?) est un intellectuel letton, social-révolutionnaire puis bolchevik, proche de Lénine, a été diplomate de haut rang et espion à l'étranger, puis chef du service des archives centrales en Union soviétique.
Il a été arrêté et liquidé en 1938 pendant la Grande Purge.
Pseudonymes : Ziemelis, Paul V., Pavlovski, Winter.

## Avant 1917
Enseignant, il est arrêté et emprisonné plusieurs fois pour ses activités révolutionnaires entre 1903 et 1906. Il s'exile en 1908, passant en Allemagne, Suisse, Belgique, Angleterre, France et aux États-Unis. Il ne rentre en Russie qu'en 1917.
De 1910 à 1918 il est membre du Bureau des Affaires étrangères du Comité central du Parti ouvrier social-démocrate de Russie (POSDR), branche minoritaire (bolchevik), et membre du Comité central du POSDR. Secrétaire du Comité des Affaires étrangères du POSDR. Rédacteur en chef de Biletens et membre du comité de rédaction du journal letton Proletariāta cīņa (« Lutte prolétarienne »). Membre du Comité central du Parti social-démocrate (tendance gauche) de Lettonie.
Il participe en 1915 à la conférence de Zimmerwald.

## Après 1917
Ian Berzine participe à la révolution d'Octobre et devient un proche de Lénine. Du 3 août 1918 au 18 mars 1919 il est membre suppléant du Comité central du PCUS (tendance bolchevique).
D'avril à novembre 1918 il est plénipotentiaire de la RSFSR en Suisse. Berne ferme la représentation soviétique en Suisse, en accusant l'URSS d'espionnage et d'ingérence.
Du 4 décembre 1918 au 13 janvier 1920 il occupe le poste de président du Conseil de la protection sociale et de l'éducation du gouvernement de la république soviétique socialiste de Lettonie. Parallèlement, de mars 1919 à juillet 1921, il est membre, puis secrétaire du Comité exécutif de l'Internationale communiste.
En février 1921 il est plénipotentiaire de la république socialiste fédérative soviétique de Russie en Finlande, poste qu'il occupe jusqu'en juin de la même année. De juillet 1921 à juin 1925 il est adjoint du plénipotentiaire de l'URSS au Royaume-Uni puis, de juillet 1925 à septembre 1927, plénipotentiaire de l'URSS en Autriche.
De 1927 à 1929 il est le représentant du commissariat du peuple aux affaires étrangères auprès de la RSS d'Ukraine et membre du Comité central du Parti communiste d'Ukraine (jusqu'au 5 juin 1930 puis membre suppléant jusqu'au 18 janvier 1934).
De 1929 à 1932 il est vice-président de la Commission sur la publication des documents diplomatiques. De 1932 à 1937 il dirige les archives centrales de l'URSS et est le rédacteur en chef d’Archive rouge.
Le 24 décembre 1937 Berzine est arrêté et, par la suite, condamné pour « conspiration avec les forces impériales contre l'Union soviétique ». Il est exécuté en août 1938 et réhabilité en 1956.

## Sources
- (pl)/(ru) Cet article est partiellement ou en totalité issu des articles intitulés en polonais « Jānis Bērziņš (dyplomata) » (voir la liste des auteurs) et en russe « Берзиньш-Зиемелис, Ян Антонович » (voir la liste des auteurs).*
- Ressource relative à la vie publique :   - Documents diplomatiques suisses 1848-1975
- Notice dans un dictionnaire ou une encyclopédie généraliste :   - Dictionnaire historique de la Suisse
- Notices d'autorité :   - VIAF
  - ISNI
  - IdRef
  - LCCN
  - GND
  - Lettonie
  - WorldCat
- http://www.knowbysight.info/BBB/01380.asp